# Łajka karelo-fińska

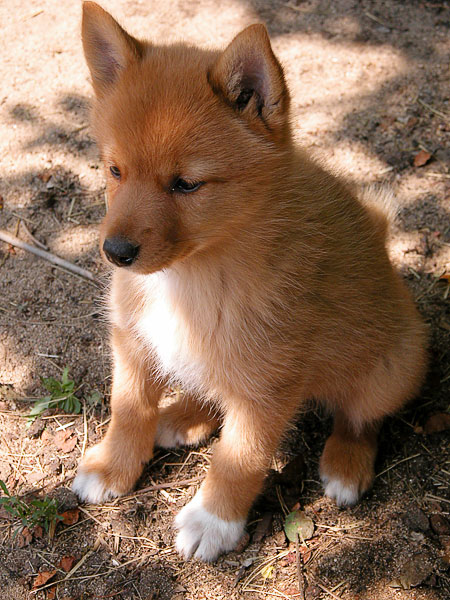
Szczenię łajki karelo-fińskiej

Łajka karelo-fińska (fin. Karjalais-suomalainen laika) to jedna z ras psów, należąca do grupy szpiców myśliwskich. Jest najmniejszą z łajek. Użytkowana głównie do polowania na małe zwierzęta – kuropatwy, wiewiórki. Nazwa rasy pochodzi od Karelii – krainy historycznej w północnej Rosji, w pobliżu granicy z Finlandią, stanowiącej dziś autonomiczną Republikę Karelii. 
Psy tej rasy cechuje wyjątkowo żywe usposobieniem i duża pobudliwość. Są bardzo towarzyskie, przyjazne dla znajomych osób i trochę nieufne wobec obcych. Wykazują instynkt stróżujący, głośno szczekając na wszystkich nieznajomych, zbliżających się do ich terytorium. Są inteligentne i bardzo wrażliwe na sposób traktowania. Nawiązują wyjątkowo mocną więź z właścicielem.

## Budowa
Pies niedużego wzrostu, wysokość w kłębie 42-48cm dla psów i 40-46cm dla suk. Indeks (długość tułowia x 100 : wysokość w kłębie) u psów 100-102, u suk 100-103. Głowa w kształcie klina o kufie nieco krótszej od mózgoczaszki. Oczy nieduże, lekko skośnie osadzone, koloru piwnego lub ciemnopiwnego. Nos czarny, u psów z jaśniejszym umaszczeniem dopuszczalny jasnobrązowy kolor nosa. Uszy stojące, w kształcie lekko wyciągniętego trójkąta, o ostrych końcach, ruchliwe.
Grzbiet prosty, szeroki, o poziomej linii. Kłąb u psów wyniesiony o około 1cm powyżej krzyża, u suk na równej wysokości. Klatka piersiowa głęboka, lecz niezbyt szeroka. Brzuch wyraźnie podciągnięty. Ogon krótki, zakręcony w ciasny pierścień i noszony nad grzbietem lub przyciśnięty do biodra.

## Szata i umaszczenie
Sierść złożona jest z dwóch warstw: miękkiego i gęstego podszerstka oraz twardych i prostych włosów okrywowych. Na głowie i uszach sierść krótka, na szyi dłuższy włos tworzący efektowny kołnierz, zwłaszcza u psów. Na tylnych powierzchniach nóg, oraz na pośladkach, włosy nieco dłuższe, tworzące frędzle. Maść ruda z różnymi odcieniami. Dopuszczalne są białe znakowania na piersi, brzuchu, nogach i końcu ogona.

## Historia rasy
Rejon pochodzenia łajki karelo-fińskiej to północno-zachodnie obszary Rosji, graniczące z Finlandią. Rasa ta ma wspólne pochodzenie ze szpicem fińskim, do którego jest bliźniaczo podobna. Psy w takim typie występowały od dawna w tej części Europy i były chętnie wykorzystywane przez myśliwych. Wyodrębnienie rasy i usystematyzowanie hodowli nastąpiło dopiero w latach 40. XX wieku, kiedy to radzieckie władze zaczęły kłaść nacisk na zachowanie narodowych ras psów myśliwskich. Powstały wówczas pierwsze ośrodki hodowlane w Petrozawodzku i Mjedwjeżjegorsku. Hodowlę pomagali rozwijać miejscowi myśliwi i entuzjaści. Podczas II wojny światowej wiele z tych psów zginęło i w 1951 roku ich liczebność spadła do zaledwie 24. W latach 50. XX wieku rosyjscy kynolodzy wprowadzili do hodowli importowane szpice fińskie: dwa psy, Bodryj i Sokół, oraz jedną sukę o imieniu Pika. Pozyskiwano też kolejne psy w tym typie występujące w południowej Karelii i innych rejonach. Wzorzec rasy został przyjęty w 1959 roku przez Zarząd Rezerwatów i Łowiectwa Ministerstwa Rolnictwa ZSRR. Późniejsze próby rejestracji rasy w FCI spotkały się jednak z odmową ze względu na bardzo wysokie podobieństwo do już wcześniej zarejestrowanego szpica fińskiego.
Obecnie rasa ta jest popularna jedynie w Rosji, a poza nią prawie w ogóle nieznana. Znawcy odróżniają ją od szpica fińskiego głównie poprzez cechy charakteru tych psów, które były selekcjonowane pod kątem przydatności do polowania, podczas gdy szpice fińskie, hodowane poza Finlandią, utraciły w dużym stopniu tę zdolność, stając się psami do towarzystwa i wystawowymi. Różnice w eksterierze polegają głównie na większym zróżnicowaniu intensywności rudego koloru u łajki, występowaniu rozległych białych znaczeń na klatce piersiowej, oraz mniej regularnym kształcie i ułożeniu ogona. Ogólnie łajka karelo-fińska jest rasą mniej wyrównaną, o dużym zróżnicowaniu w wyglądzie poszczególnych psów. Poza Rosją rasa jest uznawana również przez Continental Kennel Club (USA).
5 lipca 2006 r. w Moskwie podpisane zostało porozumienie, na mocy którego łajka karelo-fińska i szpic fiński będą traktowane jako jedna rasa, zarejestrowana w FCI jak szpic fiński, pod numerem wzorca 49. Uzasadnieniem tej decyzji jest wysokie podobieństwo i wspólne pochodzenie obu ras, oraz potrzeba poszerzenia bazy genetycznej dla szpica fińskiego. Niektóre organizacje i kluby kynologiczne Rosji nie zaakceptowały tej decyzji i zalecają swoim członkom dalszą hodowlę łajki karelo-fińskiej jako osobnej rasy.